# Chodová Planá (nádraží)
Chodová Planá (dříve německy Kuttenplan) je železniční stanice v severní části městyse Chodová Planá v okrese Tachov v Plzeňském kraji nedaleko Planského potoka. Leží na jednokolejné trati Plzeň – Cheb. Stanice je elektrizovaná soustavou 25 kV, 50 Hz AC.

## Historie
Stanice byla vybudována jakožto součást Dráhy císaře Františka Josefa (KFJB) spojující Vídeň, České Budějovice a Cheb, budova byla postavena podle typizovaného stavebního návrhu. 28. ledna 1872 byl s místním nádražím uveden do provozu celý nový úsek trasy z Plzně do Chebu, kudy bylo možno pokračovat po železnici do Německa.
Elektrický provoz na trati procházející Chodovou Planou byl zahájen 8. listopadu 1967.

## Popis
Stanicí prochází Třetí železniční koridor, vede tudy jednokolejná trať. V roce 2011 byla dokončena úprava nádraží na koridorové parametry: nachází se zde jedno kryté ostrovní nástupiště s podchodem a dvěma hranami. Nástupiště umožňuje bezbariérový přístup k vlakům.